# Chapman Landing (Oregon)
Chapman Landing az Amerikai Egyesült Államok északnyugati részén, Oregon állam Columbia megyéjében elhelyezkedő önkormányzat nélküli település.
Kedvelt kirándulóhely.